# Sport Club Fortuna Köln 1980-1981
Questa voce raccoglie le informazioni riguardanti il Sport Club Fortuna Köln nelle competizioni ufficiali della stagione 1980-1981.

## Stagione
Nella stagione 1980-1981 il Fortuna Colonia, allenato da Martin Luppen, concluse il campionato di 2. Bundesliga al 9º posto. In Coppa di Germania il Fortuna Colonia fu eliminato al primo turno dallo Stoccarda.

## Rosa
| N. |                      | Ruolo | Calciatore        |
| -- | -------------------- | ----- | ----------------- |
|    | Germania (bandiera)  | P     | Franz-Josef Pauly |
|    | Germania (bandiera)  | P     | Gerhard Welz      |
|    | Germania (bandiera)  | D     | Willi Gless       |
|    | Germania (bandiera)  | D     | Adalbert Grzelak  |
|    | Islanda (bandiera)   | D     | Janus Guðlaugsson |
|    | Germania (bandiera)  | D     | Adolf Kuhlen      |
|    | Germania (bandiera)  | D     | Hugo Lütkebohmert |
|    | Danimarca (bandiera) | D     | Flemming Nielsen  |
|    | Germania (bandiera)  | D     | Erich Sauk        |
|    | Germania (bandiera)  | C     | Winrich Borkhart  |
|    | Germania (bandiera)  | C     | Dieter Finkler    |
|    | Germania (bandiera)  | C     | Hans-Jürgen Gede  |
|    | Germania (bandiera)  | C     | Jochen Goll       |

| N. |                     | Ruolo | Calciatore           |
| -- | ------------------- | ----- | -------------------- |
|    | Germania (bandiera) | C     | Hannes Linßen        |
|    | Germania (bandiera) | C     | Wolfgang Rolff       |
|    | Germania (bandiera) | C     | Norbert Schmitz      |
|    | Germania (bandiera) | C     | Willi Schmitz        |
|    | Germania (bandiera) | C     | Ludwig Schuster      |
|    | Germania (bandiera) | A     | Hans Fos             |
|    | Germania (bandiera) | A     | Walter Hoffmann      |
|    | Germania (bandiera) | A     | Elmar Jürgens        |
|    | Germania (bandiera) | A     | André Kröning        |
|    | Germania (bandiera) | A     | Hans-Peter Mentzel   |
|    | Germania (bandiera) | A     | Karl-Heinz Mödrath   |
|    | Germania (bandiera) | A     | Hermann-Josef Werres |

## Organigramma societario
Area tecnica
- Allenatore: Martin Luppen
- Allenatore in seconda:
- Preparatore dei portieri:
- Preparatori atletici:

## Calciomercato

### Sessione estiva
| Acquisti | Acquisti             | Acquisti             | Acquisti |
| R.       | Nome                 | da                   | Modalità |
| -------- | -------------------- | -------------------- | -------- |
| A        | Hans Fos             | Westfalia Herne      |          |
| D        | Adalbert Grzelak     | Rot-Weiß Lüdenscheid |          |
| A        | Walter Hoffmann      | Uerdingen 05         |          |
| A        | Hans-Peter Mentzel   | Arminia Hannover     |          |
| C        | Wolfgang Rolff       | Bremerhaven          |          |
| C        | Norbert Schmitz      | TeBe Berlino         |          |
| P        | Gerhard Welz         | Stoccarda            |          |
| A        | Hermann-Josef Werres | Bonner               |          |

| Cessioni | Cessioni          | Cessioni  | Cessioni |
| R.       | Nome              | a         | Modalità |
| -------- | ----------------- | --------- | -------- |
| C        | Horst-Franz Degen | Bocholt   |          |
| C        | Jonny Hey         | Wuppertal |          |

### Sessione invernale
| Acquisti | Acquisti | Acquisti | Acquisti |
| R.       | Nome     | da       | Modalità |
| -------- | -------- | -------- | -------- |

| Cessioni | Cessioni | Cessioni | Cessioni |
| R.       | Nome     | a        | Modalità |
| -------- | -------- | -------- | -------- |

## Risultati

### 2. Bundesliga

#### Girone di andata
| Arbitro: | Fiene |

|                     |           |          |
| Fos 21’ Mödrath 52’ | Marcatori | 22’ Lenz |

| Arbitro: | Ahlenfelder |

|                             |           |                          |
| Eickels 24’, 72’ Kramer 56’ | Marcatori | 39’, 88’ (rig.) Schuster |

| Arbitro: | Osmers |

|                                                     |           |                  |
| Guðlaugsson 21’ Mödrath 62’ Lütkebohmert 69’ (rig.) | Marcatori | 84’ Schlumberger |

| Arbitro: | Milkert |

|                                 |           |                                  |
| Herget 43’ Mill 68’ (rig.), 88’ | Marcatori | 44’ (rig.) Schuster 83’ Hoffmann |

| Arbitro: | Puchalski |

|             |           |                |
| Mödrath 21’ | Marcatori | 70’ Goscianiak |

| Arbitro: | Zittrich |

|                                  |           |           |
| Kostedde 15’ Möhlmann 24’ (rig.) | Marcatori | 86’ Rolff |

| Arbitro: | Hennig |

|                                                     |           |                         |
| Lütkebohmert 31’ Mödrath 44’, 70’, 81’ Hoffmann 69’ | Marcatori | 47’ Lopatenko 72’ Busch |

| Arbitro: | Osmers |

|                                          |           |  |
| Mertes 18’ Schatzschneider 26’, 31’, 81’ | Marcatori |  |

| Arbitro: | Winkler |

|                                        |           |             |
| Mentzel 8’ Mödrath 41’ Guðlaugsson 43’ | Marcatori | 21’ Reiners |

| Arbitro: | Wuttke |

|                                     |           |             |
| Lehmann 43’ Feilzer 54’ (rig.), 81’ | Marcatori | 30’ Mentzel |

| Arbitro: | Uhlig |

|                     |           |                         |
| Mentzel 3’ Goll 15’ | Marcatori | 26’ Allig 75’ Mannebach |

| Arbitro: | Risse |

|                |           |              |
| Bockenfeld 72’ | Marcatori | 14’ Hoffmann |

| Arbitro: | Möller |

|                             |           |                            |
| Guðlaugsson 55’ Schmitz 80’ | Marcatori | 73’ Stolzenburg 82’ Malura |

| Arbitro: | Meijerink |

|                                                    |           |  |
| Ohling 6’ Steindor 17’ Darsow 61’, 86’ Poesger 66’ | Marcatori |  |

| Arbitro: | Teichert |

|                                         |           |                               |
| Hoffmann 49’ Linßen 76’ Guðlaugsson 85’ | Marcatori | 43’ Künkel 86’ (rig.) Brücken |

| Arbitro: | Kasperowski |

|                            |           |                                                 |
| Snater 20’, 76’ Fesser 80’ | Marcatori | 16’, 40’ Gede 54’, 65’ Guðlaugsson 80’ Hoffmann |

| Arbitro: | Reichmann |

|           |           |              |
| Runge 57’ | Marcatori | 51’ Hoffmann |

| Arbitro: | Kespohl |

|                                                |           |                    |
| Mödrath 18’ Guðlaugsson 28’, 63’ Gede 82’, 87’ | Marcatori | 11’, 55’ Ellmerich |

| Arbitro: | Gabriel |

|           |           |  |
| Kulik 36’ | Marcatori |  |

| Arbitro: | Burgers |

|                                  |           |                           |
| Werres 16’ Rolff 59’ Mödrath 66’ | Marcatori | 20’ Wendlandt 70’ Stickel |

| Arbitro: | Pauly |

|  |           |                                      |
|  | Marcatori | 6’, 11’ Mödrath 26’ Rolff 83’ Werres |

#### Girone di ritorno
| Arbitro: | Wahmann |

|          |           |             |
| Lenz 32’ | Marcatori | 83’ Mödrath |

| Arbitro: | Filipiak |

|                       |           |  |
| Fos 2’, 80’ Rolff 58’ | Marcatori |  |

| Arbitro: | Gabriel |

|                                         |           |             |
| Dickert 4’, 15’ Killmaier 45’, 70’, 78’ | Marcatori | 66’ Mödrath |

| Arbitro: | Schön |

|                                 |           |            |
| Jordt 13’ (rig.) Brexendorf 77’ | Marcatori | 25’ Linßen |

| Arbitro: | Retzmann |

|                          |           |                          |
| Goll 50’ Guðlaugsson 51’ | Marcatori | 21’ Kerkemeier 57’ Pache |

| Arbitro: | Schütte |

|                                   |           |  |
| Rolff 23’ Guðlaugsson 44’ Fos 55’ | Marcatori |  |

| Arbitro: | Stark |

|              |           |  |
| Petković 30’ | Marcatori |  |

| Arbitro: | Reichmann |

|                           |           |  |
| Gede 17’, 42’ Mödrath 90’ | Marcatori |  |

| Arbitro: | Filipiak |

|  |           |            |
|  | Marcatori | 59’ Werres |

| Arbitro: | Risse |

|                   |           |                             |
| Werres 10’ (rig.) | Marcatori | 40’ Lehmann 73’ (aut.) Sauk |

| Arbitro: | Zittrich |

|          |           |                     |
| Wolf 12’ | Marcatori | 36’ Gede 67’ Linßen |

| Arbitro: | Welling |

|                                  |           |                               |
| Werres 18’ Gless 35’ Mödrath 85’ | Marcatori | 43’, 90’ Bockenfeld 45’ Majgl |

| Arbitro: | Glasneck |

|                 |           |                     |
| Stolzenburg 71’ | Marcatori | 19’ Linßen 32’ Goll |

| Arbitro: | Gathmann |

|                                            |           |  |
| Mödrath 11’, 32’ Gless 14’ Guðlaugsson 48’ | Marcatori |  |

| Arbitro: | Horstmann |

|                         |           |                     |
| Großmann 23’ Künkel 63’ | Marcatori | 4’ Gless 53’ Linßen |

| Arbitro: | Horeis |

|  |           |            |
|  | Marcatori | 56’ Fesser |

| Arbitro: | Redelfs |

|  |           |          |
|  | Marcatori | 63’ Kehr |

| Arbitro: | Zimmermann |

|             |           |  |
| Zavišić 84’ | Marcatori |  |

| Arbitro: | Kespohl |

|                                                          |           |  |
| Guðlaugsson 15’ Rolff 30’ Fos 40’, 67’ Werres 80’ (rig.) | Marcatori |  |

| Herford 16 maggio 1981 41ª giornata | Herford | 0 – 0 referto | Fortuna Colonia | Ludwig-Jahn-Stadion (300 spett.)\| Arbitro: \| Osmers \| |
| Arbitro:                            | Osmers  |               |                 |                                                          |

| Arbitro: | Schütte |

|                                        |           |                                  |
| Guðlaugsson 20’ Mödrath 35’ Linßen 56’ | Marcatori | 43’ Kostedde 59’ (rig.) Reinders |

### Coppa di Germania
| Arbitro: | Klauser |

|                                        |           |  |
| Kelsch 8’ Müller 48’ Ohlicher 82’, 84’ | Marcatori |  |

## Statistiche

### Statistiche di squadra
| Competizione      | Punti | In casa | In casa | In casa | In casa | In casa | In casa | In trasferta | In trasferta | In trasferta | In trasferta | In trasferta | In trasferta | Totale | Totale | Totale | Totale | Totale | Totale | DR  |
| Competizione      | Punti | G       | V       | N       | P       | Gf      | Gs      | G            | V            | N            | P            | Gf           | Gs           | G      | V      | N      | P      | Gf     | Gs     | DR  |
| ----------------- | ----- | ------- | ------- | ------- | ------- | ------- | ------- | ------------ | ------------ | ------------ | ------------ | ------------ | ------------ | ------ | ------ | ------ | ------ | ------ | ------ | --- |
| 2. Bundesliga     | 46    | 21      | 13      | 5       | 3       | 56      | 27      | 21           | 5            | 5            | 11           | 27           | 40           | 42     | 18     | 10     | 14     | 83     | 67     | +16 |
| Coppa di Germania | -     | 0       | 0       | 0       | 0       | 0       | 0       | 1            | 0            | 0            | 1            | 0            | 4            | 1      | 0      | 0      | 1      | 0      | 4      | -4  |
| Totale            | 46    | 21      | 13      | 5       | 3       | 56      | 27      | 22           | 5            | 5            | 12           | 27           | 44           | 43     | 18     | 10     | 15     | 83     | 71     | +12 |

### Andamento in campionato
| Giornata  | 1 | 2 | 3 | 4  | 5  | 6  | 7  | 8  | 9  | 10 | 11 | 12 | 13 | 14 | 15 | 16 | 17 | 18 | 19 | 20 | 21 | 22 | 23 | 24 | 25 | 26 | 27 | 28 | 29 | 30 | 31 | 32 | 33 | 34 | 35 | 36 | 37 | 38 | 39 | 40 | 41 | 42 |
| --------- | - | - | - | -- | -- | -- | -- | -- | -- | -- | -- | -- | -- | -- | -- | -- | -- | -- | -- | -- | -- | -- | -- | -- | -- | -- | -- | -- | -- | -- | -- | -- | -- | -- | -- | -- | -- | -- | -- | -- | -- | -- |
| Luogo     | C | T | C | T  | C  | T  | C  | T  | C  | T  | C  | T  | C  | T  | C  | T  | T  | C  | T  | C  | T  | T  | C  | T  | T  | C  | C  | T  | C  | T  | C  | T  | C  | T  | C  | T  | C  | C  | T  | C  | T  | C  |
| Risultato | V | P | V | P  | N  | P  | V  | P  | V  | P  | N  | N  | N  | P  | V  | V  | N  | V  | P  | V  | V  | N  | V  | P  | P  | N  | V  | P  | V  | V  | P  | V  | N  | V  | V  | N  | P  | P  | P  | V  | N  | V  |
| Posizione | 6 | 8 | 5 | 10 | 10 | 14 | 10 | 14 | 11 | 12 | 12 | 12 | 12 | 13 | 13 | 12 | 11 | 9  | 10 | 9  | 9  | 9  | 9  | 9  | 9  | 9  | 9  | 9  | 9  | 9  | 9  | 9  | 9  | 9  | 8  | 8  | 9  | 9  | 9  | 9  | 9  | 9  |

Legenda:

Luogo: C = Casa; T = Trasferta. Risultato: V = Vittoria; N = Pareggio; P = Sconfitta.

### Statistiche dei giocatori
| Giocatore       | 2. Bundesliga | 2. Bundesliga | 2. Bundesliga | 2. Bundesliga | Coppa di Germania | Coppa di Germania | Coppa di Germania | Coppa di Germania | Totale   | Totale | Totale      | Totale     |
| Giocatore       | Presenze      | Reti          | Ammonizioni   | Espulsioni    | Presenze          | Reti              | Ammonizioni       | Espulsioni        | Presenze | Reti   | Ammonizioni | Espulsioni |
| --------------- | ------------- | ------------- | ------------- | ------------- | ----------------- | ----------------- | ----------------- | ----------------- | -------- | ------ | ----------- | ---------- |
| W. Borkhart     | 1             | 0             | 0             | 0             | 0                 | 0                 | 0                 | 0                 | 1        | 0      | 0           | 0          |
| D. Finkler      | 21            | 0             | 4             | 0             | 0                 | 0                 | 0                 | 0                 | 21       | 0      | 4           | 0          |
| H. Fos          | 16            | 6             | 0             | 0             | 0                 | 0                 | 0                 | 0                 | 16       | 6      | 0           | 0          |
| H. Gede         | 31            | 7             | 6             | 0             | 1                 | 0                 | 0                 | 0                 | 32       | 7      | 6           | 0          |
| W. Gless        | 21            | 3             | 0             | 0             | 0                 | 0                 | 0                 | 0                 | 21       | 3      | 0           | 0          |
| J. Goll         | 27            | 3             | 3             | 0             | 0                 | 0                 | 0                 | 0                 | 27       | 3      | 3           | 0          |
| A. Grzelak      | 31            | 0             | 5             | 0             | 0                 | 0                 | 0                 | 0                 | 31       | 0      | 5           | 0          |
| J. Guðlaugsson  | 40            | 13            | 6             | 0             | 1                 | 0                 | 0                 | 0                 | 41       | 13     | 6           | 0          |
| W. Hoffmann     | 30            | 6             | 3             | 0             | 1                 | 0                 | 0                 | 0                 | 31       | 6      | 3           | 0          |
| E. Jürgens      | 7             | 0             | 1             | 0             | 1                 | 0                 | 0                 | 0                 | 8        | 0      | 1           | 0          |
| A. Kröning      | 1             | 0             | 0             | 0             | 0                 | 0                 | 0                 | 0                 | 1        | 0      | 0           | 0          |
| A. Kuhlen       | 6             | 0             | 0             | 0             | 0                 | 0                 | 0                 | 0                 | 6        | 0      | 0           | 0          |
| H. Linßen       | 37            | 6             | 3             | 0             | 1                 | 0                 | 0                 | 0                 | 38       | 6      | 3           | 0          |
| U. Luhr         | 1             | 0             | 0             | 0             | 0                 | 0                 | 0                 | 0                 | 1        | 0      | 0           | 0          |
| H. Lütkebohmert | 17            | 2             | 2             | 0             | 1                 | 0                 | 0                 | 0                 | 18       | 2      | 2           | 0          |
| H. Mentzel      | 19            | 3             | 3             | 0             | 1                 | 0                 | 0                 | 0                 | 20       | 3      | 3           | 0          |
| K. Mödrath      | 36            | 18            | 2             | 1             | 1                 | 0                 | 0                 | 0                 | 37       | 18     | 2           | 1          |
| F. Nielsen      | 13            | 0             | 2             | 0             | 0                 | 0                 | 0                 | 0                 | 13       | 0      | 2           | 0          |
| F. Pauly        | 36            | 0             | 2             | 0             | 0                 | 0                 | 0                 | 0                 | 36       | 0      | 2           | 0          |
| W. Rolff        | 40            | 6             | 2             | 1             | 1                 | 0                 | 0                 | 0                 | 41       | 6      | 2           | 1          |
| E. Sauk         | 32            | 0             | 3             | 0             | 1                 | 0                 | 0                 | 0                 | 33       | 0      | 3           | 0          |
| N. Schmitz      | 21            | 1             | 1             | 0             | 1                 | 0                 | 0                 | 0                 | 22       | 1      | 1           | 0          |
| W. Schmitz      | 3             | 0             | 0             | 0             | 0                 | 0                 | 0                 | 0                 | 3        | 0      | 0           | 0          |
| L. Schuster     | 10            | 3             | 0             | 0             | 0                 | 0                 | 0                 | 0                 | 10       | 3      | 0           | 0          |
| G. Welz         | 6             | 0             | 0             | 0             | 1                 | 0                 | 0                 | 0                 | 7        | 0      | 0           | 0          |
| H. Werres       | 35            | 6             | 1             | 0             | 1                 | 0                 | 0                 | 0                 | 36       | 6      | 1           | 0          |